# Kościół św. Jadwigi w Walimiu
Kościół świętej Jadwigi – rzymskokatolicki kościół pomocniczy należący do parafii św. Babary w Walimiu (dekanat Głuszyca diecezji świdnickiej).

## Historia
Jest to świątynia poewangelicka, wzniesiona w stylu barokowym w 1771 roku, następnie była restaurowana w 1962 roku. W kryptach świątyni znajdują się zmumifikowane i dobrze zachowane zwłoki duchownych ewangelickich i członków ich rodzin, a także fundatorów kościoła i byłych właścicieli Walimia. Spoczywa tam m.in. Karl von Zedlitz, pruski prezydent rządu śląskiego, późniejszy królewski minister stanu, minister ds. kościoła i szkół oraz twórca matury.

## Architektura
Budowla jest murowana, posiada trzy nawy, wnętrze jest rozdzielone konstrukcją empor, natomiast prezbiterium jest zakończone łukiem odcinkowym, od strony zachodniej umieszczona jest wieża, we wnętrzu zachowało się wyposażenie czasów budowy świątyni.

## Organy
Organy zostały wybudowane przez Johann Gottlob Meinerta w 1791. Przeszły one remont w 1891 r. i przebudowę w 1896 r. przez firmę Schlag & Söhne. W latach 2000–2002 zakład organmistrzowski Antoniego Szydłowskiego z Wrocławia przeprowadził kolejny, generalny remont organów. 
Dyspozycja instrumentu:
| Manuał I                       | Manuał II             | Pedał             |
| ------------------------------ | --------------------- | ----------------- |
| 1. Principal 8'                | 1. Vox coelestis 8'   | 1. Cello 8'       |
| 2. Gambe 8'                    | 2. Clarinette 8'      | 2. Bassflöte 8'   |
| 3. Hohlflöte 8'                | 3. Bordun 16'         | 3. Subbas 16'     |
| 4. Doppelflöte 8'              | 4. Progr. harm 2-3 f. | 4. Trompete 4'    |
| 5. Hohlflöte 4'                | 5. Principal 4'       | 5. Posaune 16'    |
| 6. Gambe 4'                    | 6. Gedackt 4'         | 6. Nasard 10 2/3' |
| 7. Octave 4'                   | 7. Principal 8'       | 7. Octavabass 8'  |
| 8. Quinte 2 2/3' und Octave 2' | 8. Flaut travers 4'   | 8. Octavbass 4'   |
| 9. Cornett 1-3 f.              | 9. Portunal 8'        | 9. Violon 16'     |
| 10. Mixtur 5 f.                | 10. Aeoline 8'        | 10. Principal 16' |
| 11. Bordun 16'                 | 11. Salicet 8'        |                   |
| 12. Principal 16'              |                       |                   |
| 13. Trompete 8'                |                       |                   |

## Galeria

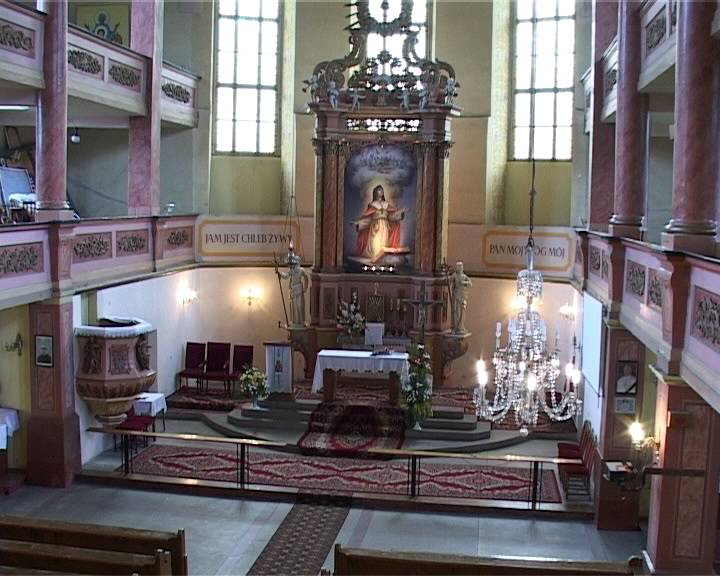
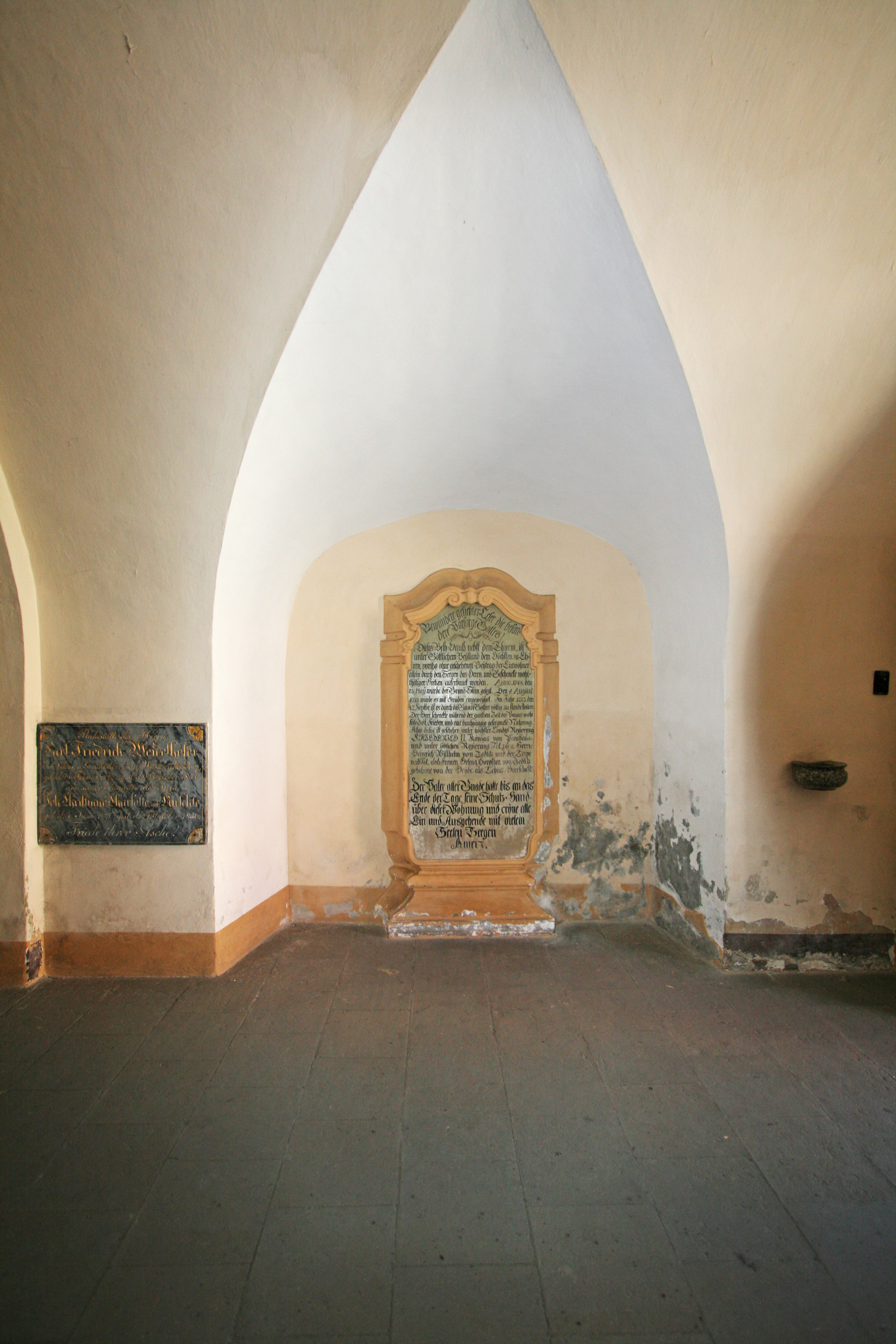